# Glaphyra nigritula
Glaphyra nigritula är en skalbaggsart som beskrevs av Holzschuh 2008. Glaphyra nigritula ingår i släktet Glaphyra och familjen långhorningar.
Artens utbredningsområde är Laos. Inga underarter finns listade i Catalogue of Life.